# Бухарин, Андрей Валерьевич
Андре́й Вале́рьевич Буха́рин (род. 18 сентября 1966, Москва, СССР) — российский музыкальный критик, радиоведущий. Наряду с Артемием Троицким, Бухарин является одним из ведущих в России специалистов по современной музыке. Был одним из создателей журнала «ОМ», c мая 2004 — обозреватель русского Rolling Stone. С января 2008 по июль 2010 года вёл еженедельную передачу «Уроки русского» на Радио Maximum. С июля 2010 года по 27 октября 2013 года программа выходила на «Нашем радио» под названием «Родная речь». Под эгидой обеих радиопрограмм проводились одноименные рок-фестивали и выпускалась серия компакт-дисков. Автор книги «Танцы со звездами» (Амфора, 2008), собравшей вместе десятки интервью с отечественными и зарубежными звездами и материалы мемуарного характера.

## Биография
Окончил исторический факультет Российского государственного гуманитарного университета.
В 1995—2004 гг. был музыкальным редактором, заместителем главного редактора и главным редактором популярного молодежного журнала «ОМ».
В 2004-2018 гг. — ведущий обозреватель русской версии журнала Rolling Stone.
С февраля 2014 преподает на журфаке МГУ (специализация «музыкальная журналистика»)  и с 2022 в Школе дизайна ВШЭ.
С мая 2020 ведет авторский музыкальный Телеграм-канал "Бухарин слушает".